# Procladius nigriventris
Procladius nigriventris är en tvåvingeart som först beskrevs av Jean-Jacques Kieffer 1924.  Procladius nigriventris ingår i släktet Procladius och familjen fjädermyggor.
Artens utbredningsområde är Tyskland. Det är osäkert om arten förekommer i Sverige. Inga underarter finns listade i Catalogue of Life.